# H1-Hochhaus

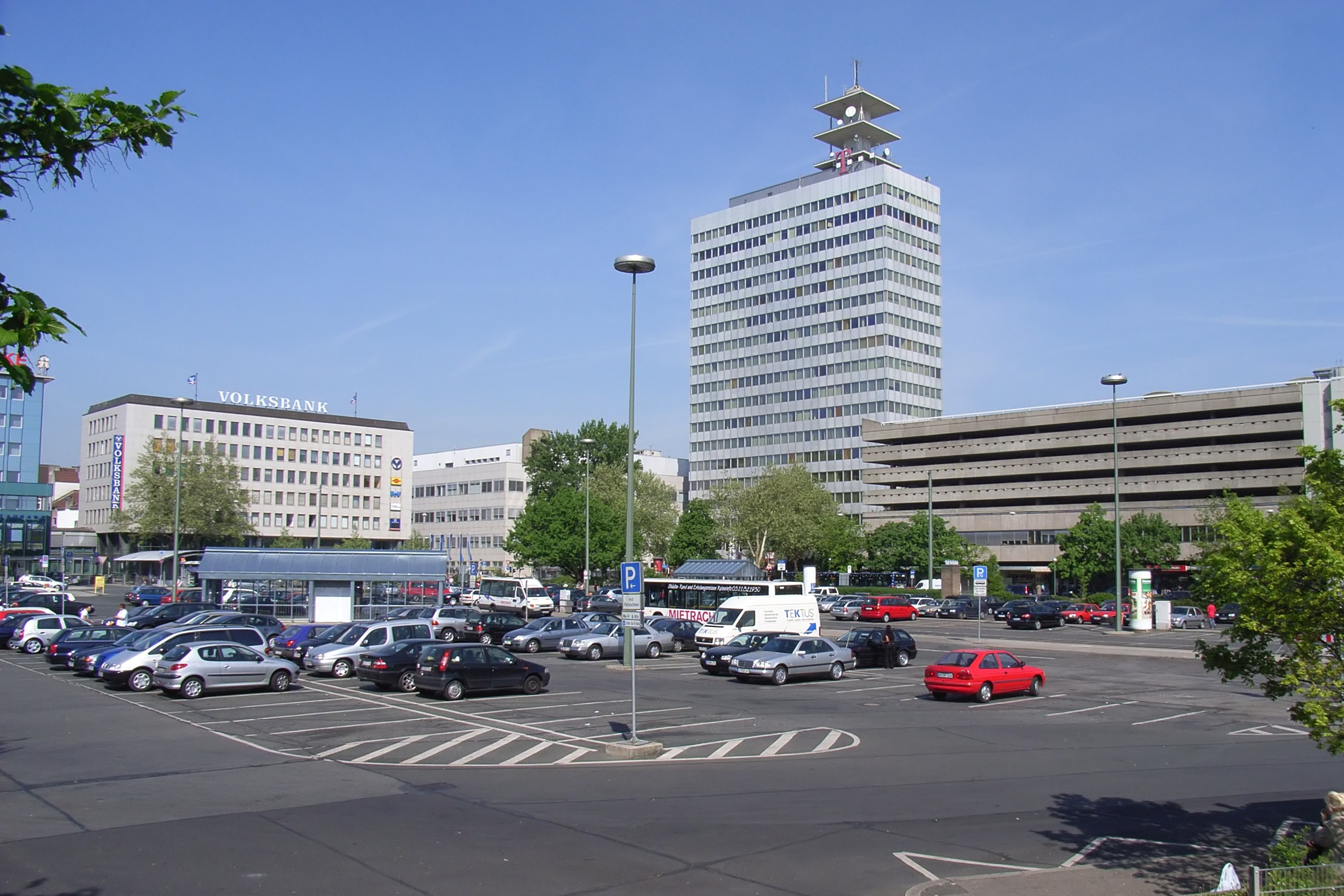
Telekom-Hochhaus vor Beginn des Umbaus, Südansicht

Das H1-Hochhaus (früher: Telekom-Hochhaus und Fernmeldehochhaus) ist nach dem Fernmeldeturm Hünenburg und dem Schornstein des Heizkraftwerks der Stadtwerke das dritthöchste Bauwerk der ostwestfälischen Stadt Bielefeld. Das zentral am Kesselbrink gelegene Bauwerk verfügt bei 18 Stockwerken über eine Höhe von 74,26 Metern beziehungsweise 90,31 Metern inklusive Antennenturm; mit der Antenne ist es 112,81 Meter hoch. Seine Fertigstellung erfolgte im Jahr 1974. Anfangs war hier ein Fernmeldeamt der Deutschen Bundespost untergebracht.

## Geschichte
Nach der Aufhebung der Verbindlichkeit der dreigeschossigen Bauweise am Kesselbrink im Jahr 1965 wurden schrittweise höhere Gebäude, wie die heutige Polizeiwache Ost und die Filiale der Volksbank Bielefeld-Gütersloh, errichtet.
Im Zuge der stark wachsenden Nachfrage im Fernmeldewesen sah sich das erst 1958 aus dem Telegraphenamt hervorgegangene Fernmeldeamt Bielefeld 1 Anfang der 1960er-Jahre dazu gezwungen, „außerordentlich kostspielige Provisorien“ zurate zu ziehen. Das Hecheleigebäude der Ravensberger Spinnerei und die Alte Post (Ecke Herforder und Friedrich-Ebert-Straße) dienten gemeinsam für die Erweiterung der Hauptvermittlungsstelle und der Trägerfrequenz-Verstärkerstelle.
1959 erschienen erstmals Berichte über Neubauplanungen, der Baubeginn für den ersten Bauabschnitt war jedoch erst am 8. Mai 1967. Das geplante Ensemble aus dem 17-stöckig geplanten Hochhaus sowie einem vierstöckigen Technikbau und einem neuen Garagenhochhaus wurde im Vorfeld mit einem Bauvolumen von 60 Millionen DM veranschlagt. Am 14. September 1967 fand die Grundsteinlegung in Beiwohnung des damaligen Oberbürgermeisters Herbert Hinnendahl statt. Basierend auf einer Stahlbeton-Konstruktion mit Glas-Aluminium-Fassade und einer einen Meter dicken Grundplatte mit 25 Säulen aus Beton wurde der Bau ausgeführt. Schätzungen zufolge sollen 950 Tonnen Stahl und 9.000 Kubikmeter Beton verbaut worden sein.
Das Richtfest wurde am 4. November 1970 abgehalten, neben dem Oberbürgermeister war auch der damalige Präsident der Oberpostdirektion Münster, Winfried Florian, anwesend. Im September 1972 wurde das Gebäude bezogen.
2022 wurde das Hochhaus von Telekom-Hochhaus in H1-Hochhaus umbenannt.

## Umbau
Nach dem Auszug der Deutschen Telekom im Jahr 2017 wurde darüber diskutiert, das nun leerstehende Hochhaus in ein Wohnhaus, eventuell für Studierende, umzuwandeln. Dafür wurde bereits ein Architekturentwurf erstellt, der unter anderem ein Entfernen der Fassade und ein anschließendes Anflanschen von vorgefertigten Modulen vorsieht. Dieses würde die Wohnfläche vergrößern. Des Weiteren sollten die Fassade sowie das Dach begrünt werden. Der Architekturentwurf wurde für das „World Architecture Festival 2017“ in der Kategorie „Residential – Future Projects“ nominiert. Im November 2017 wurde der Bebauungsplan so geändert, dass ein Umwandeln der Büros in Wohnungen nun möglich wäre. Im Oktober 2018 wurde bekannt, dass das Bauunternehmen Goldbeck das Gebäude gekauft hat und plant, es umzubauen. Im Jahr 2019 reichte Goldbeck Bauanträge ein und begann mit den Bauarbeiten. Dabei wurde das Gebäude vollständig entkernt.

## Trivia

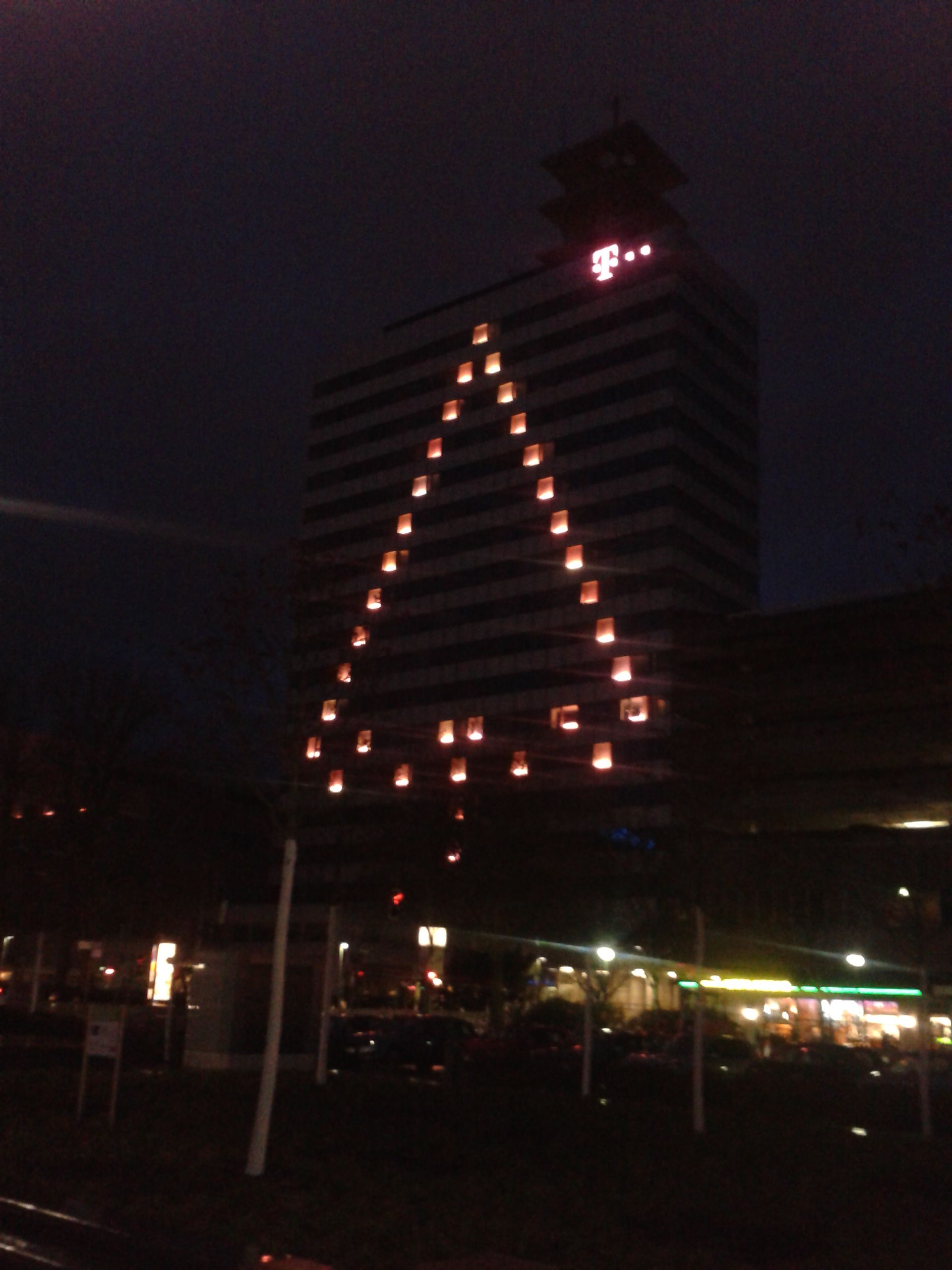
Telekom-Hochhaus mit vorweihnachtlicher Beleuchtung

In der Fernsehserie Die Wicherts von nebenan dienten Außenaufnahmen des damaligen Fernmeldehochhauses als Kulisse für den fiktiven Konzern „Möbelunion“, wo das Hochhaus den Konzernsitz der Möbelunion in Gütersloh darstellen sollte. Zu diesem Zweck wurde ein Möbelunion-Schriftzug über dem Haupteingang angebracht.
In der Vorweihnachtszeit wurde durch selektive Beleuchtung einzelner Fenster auf der Südseite des Gebäudes ein magentafarbener Weihnachtsbaum gebildet.